# Actio aquae pluviae arcendae
L'actio aquae pluviae arcendae era un'actio in personam che si dava al proprietario del fondo rustico contro il vicino che avesse alterato lo scorrere naturale dell'acqua piovana così da farla scorrere più copiosamente e fraudolentemente nel fondo dell'attore. Nel processo per legis actiones era fatta valere tramite la Legis actio per iudicis arbitrive postulationem(usata per i crediti nascenti da stipulatio, per la divisione dell'eredità e per la divisione dei beni comuni). Nel processo formulare si adottò invece la formula con clausola arbitraria che permetteva al convenuto, onde non subire la condanna, di ripristinare le cose. Se l'opera fosse stata costruita da terzo, il convenuto doveva praestare patientiam e concedere all'attore di intervenire sul suo fondo per ripristinare lo stato dei luoghi così com'erano precedentemente all'opus.
| Controllo di autorità | Thesaurus BNCF 1713 |